# اچ‌ام‌اس نیویورک (دی۹۸)
اچ‌ام‌اس نیویورک (دی۹۸) (به انگلیسی: HMS York (D98)) یک کشتی است که طول آن ۱۴۱ متر (۴۶۳ فوت) می‌باشد. این کشتی در سال ۱۹۸۲ ساخته شد.